# Haus Fürstenberg (Xanten)

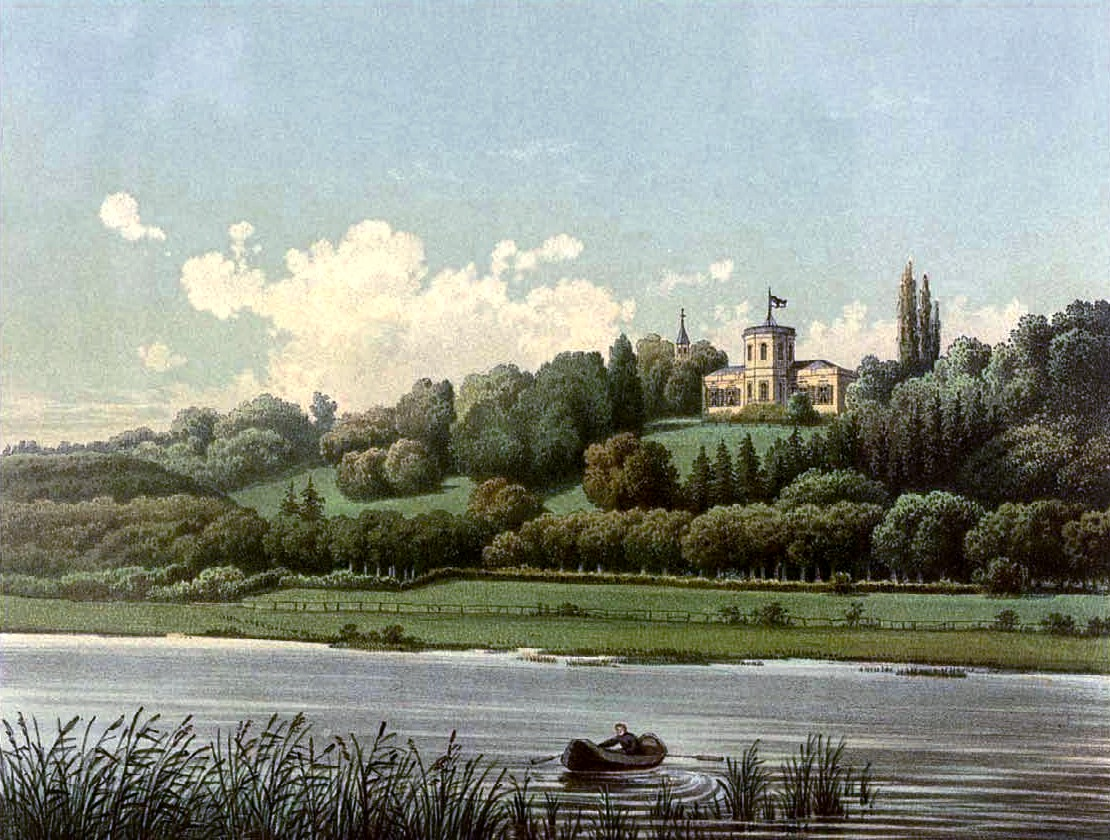
Haus Fürstenberg, Lithografie aus dem 19. Jahrhundert

Haus Fürstenberg ist ein Herrenhaus auf dem Fürstenberg in Xanten-Birten am Niederrhein.

## Geschichte
Nach Plänen des Kölner Dombaumeisters Ernst Friedrich Zwirner ließ der Offizier und Gutsbesitzer Gustav von Hochwächter das Herrenhaus ab 1843 an der Stelle des Hofhauses des ehemaligen Klosters Fürstenberg errichten. Als Enkel Hochwächters wurde auf Haus Fürstenberg 1870 der spätere Generalmajor Hans von Haeften geboren. Die Anlage diente später bis in die 1920er Jahre als Sommersitz der Familie von Max Liebrecht (1865–1914), Nachfahren der Industriellenfamilien Haniel und Cockerill, und wurde 1927 von der Folkwangschule Essen für Tanzseminare genutzt. Durch Vermittlung des Moerser Landrats Günther van Endert führte die Kunstakademie Düsseldorf dort ab 1932 ihre Sommerakademie für Freilichtmalerei durch. Im Oktober 1933 bezog die Führung des Oberbannes 3 (Wesel-Grenzland) der Hitlerjugend ihren Sitz in dem Gebäude. Ende der 1930er Jahre konnte die Familie Liebrecht durch Verhandlungsgeschick vermeiden, dass das Haus von Reichsminister Hermann Göring für die Einrichtung der „Hermann-Göring-Meisterschule für Gobelinkunst“ erworben bzw. konfisziert wurde. Im Frühjahr 1945 diente die Turmplattform des Herrenhauses dem britischen Premierminister Winston Churchill und dem britischen Generalfeldmarschall Bernard Montgomery als Aussichtspunkt zur Beobachtung der Operation Plunder bzw. der Operation Varsity im Zweiten Weltkrieg. Ehe das Anwesen, das in den 1980er Jahren eine Kernsanierung erfuhr, schließlich als Hotel genutzt wurde, beherbergte es bis etwa zum Jahr 2005 einen Wohnsitz und Teile der Kunstsammlung des Ehepaars Simone und Heinz Ackermans mit Werken von Künstlern der Kunstakademie Düsseldorf, welche in den Bestand der Kunstsammlung Nordrhein-Westfalen übergingen.